# Zecchino d'Oro 1987
Il trentesimo Zecchino d'Oro si è svolto a Bologna dal 26 al 29 novembre 1987.
È stato presentato da Cino Tortorella, il quale viene affiancato nella serata finale dalla giovane campionessa di scherma Dorina Vaccaroni. La sigla è Sono trenta gli Zecchini.
In questa edizione le canzoni italiane non furono selezionate con il consueto concorso, ma vennero appositamente invitati alcuni noti cantautori della scena musicale italiana a comporre un pezzo per lo Zecchino d'Oro. A causa della ristrettezza dei tempi però, si riuscì ad avere da essi solo 4 canzoni: Annibale dei Righeira, Canzone amica di Pupo, Il mio grande papà di Riccardo Fogli e Vincenzo Spampinato, Oh mamà, papà di Toto Cutugno. Per un fatto del tutto casuale, furono proprio queste le canzoni italiane ad accedere alla giornata finale.
È la prima edizione dello Zecchino d'Oro la cui giornata finale si svolge in orario serale.
Da questa edizione in poi la direttrice del Piccolo Coro dell'Antoniano Mariele Ventre è posizionata davanti alle telecamere, immediatamente di fronte al coro, in modo tale da poter essere inquadrata dalle telecamere. Fino alla precedente edizione la direttrice era nascosta dietro le telecamere e la si poteva solo intravedere di spalle ai margini di alcuni campi lunghi. La direttrice non amava apparire nelle riprese, sostenendo che «il miglior regista è quello che riesce ad inquadrare tutti i piccoli coristi».
Da questo momento in poi, Cino Tortorella coglierà ogni occasione per coinvolgere Mariele nello spettacolo televisivo.
In Australia c'è... doveva essere cantato da Jasmin Fleur Bulk, che invece si ammalò poco prima della partenza per Bologna. Per questo venne sostituita da Raffaella Maffione che aveva partecipato alle selezioni nazionali. La parte in inglese è stata cantata da Mariamanuela Pacelli e Riccardo Amorati del Piccolo Coro.
Il 33 giri di questa edizione riesce a vendere oltre 300000 copie vincendo, quindi, il disco di platino.
C is for Cookie, da cui è stato tratto A come Alfabeto, è preso dalla colonna sonora del programma per bambini Sesame Street, in Italia trasmesso con il titolo «Apriti Sesamo», cantato da Cookie Monster, uno dei Muppets, i celebri pupazzi creati da Jim Henson.
Pupo, coautore di Canzone amica, non ricevette subito lo Zecchino d'Oro, a causa di una malattia, ma lo ricevette 20 anni dopo, in occasione del Gran galà dello Zecchino d'Oro, da lui stesso condotto. 
La sigla di questa edizione è il brano Sono trenta gli Zecchini: inoltre in questo brano si parla proprio della manifestazione canora e, come avverrà nell'edizione successiva, i pezzettini di alcuni dei più grandi successi vengono cantati dai bambini del Piccolo Coro. 

## Brani in gara
- A come Alfabeto (C is for Cookie) ( Stati Uniti) (Testo italiano: Vittorio Sessa Vitali) - Elizabeth Adams (5 anni e ½)
- Annibale (Testo: Stefano Righi/Musica: Stefano Rota) - Giovanni Crola (5 anni e ½) e Maria Elena Vasselli (4 anni)
- Canzone amica (Testo: Pupo/Musica: Franco Zulian) - Fabio Etter (7 anni e ½)
- Corri troppo, Tobia! (Pti Tobi) ( Seychelles) (Testo italiano: Sandro Tuminelli) - Antoinette Dodin (5 anni)
- Il gelataio (El heladero) ( Venezuela) (Testo italiano: Vincenzo Buonassisi) - María José Rocca Márquez (6 anni)
- Il mio grande papà (Testo: Riccardo Fogli/Musica: Vincenzo Spampinato) - Giuliano Montis (4 anni e ½) e Angela Salfi (6 anni e ½)
- In Australia c'è... (Bushbabies) ( Australia) (Testo: Luciano Beretta, Albano Bertoni/Musica: Luciano Zotti) - Raffaella Maffione (4 anni e ½)
- La gallina ha fatto l'uovo (Testo: Franco Maresca/Musica: Mario Pagano) - Monica Ingletti (5 anni)
- L'aquilone dei sogni (鯉幟/こいのぼり) ( Giappone) (Testo italiano: Alessandra Valeri Manera) - Mariko Kawabata (6 anni) (川端 まり子)
- Le frittelle (Testo: Sandro Tuminelli/Musica: Sandro Tuminelli) - Fabio Spasiano (5 anni e ½)
- Mille voci una voce (Вместе весело шагать) ( Unione Sovietica) (Testo italiano: Alberto Testa) - Ol'ga Malachova (Ольга Малахова) (7 anni e ½)
- Oh mamà, papà (Testo: Toto Cutugno/Musica: Toto Cutugno) - Matteo Rossi (6 anni)